# Верховный совет Франции
Верховный совет Франции (ВСФ) (фр. Suprême Conseil de France) — первый верховный совет в Европе (1804 год) — материнский для всех верховных советов на европейском континенте. Верховный совет Франции исторически связан с Великой ложей Франции.

## История
Древний и принятый шотландский устав появился во Франции благодаря Александру де Грассу, когда он вернулся с «островов Америки». Учреждён был первый верховный совет на европейском континенте 22 сентября 1804 года, и первоначально назывался Верховный совет тридцать третьей степени во Франции (фр. Suprême Conseil pour le 33 degré en France), третий в мире после Верховного совета южной юрисдикции США (1801) и Верховного совета французских островов Америки (Санто-Доминго) (1802).
Союзный договор между Великим востоком Франции и Верховным советом тридцать третьей степени во Франции был подписан в декабре 1804 года. Считается, что Великий восток Франции присоединился к Верховному совету, а соглашение оставалось в силе вплоть до 1814 года. Благодаря этому договору в Великом востоке Франции появился Древний и принятый шотландский устав.
С 1805 по 1814 год Великий восток Франции управлял первыми восемнадцатью градусами устава, Верховный совет Франции управлял оставшимися пятнадцатым, девятнадцатым и тридцать третьим градусами. Постепенно «Верховный совет Франции» снизил свою активность и «уснул» (прекратил свою деятельность).
В 1815 году большинство руководителей Верховного совета Франции оставили его и основали при Великом востоке Франции Великую коллегию ритуалов, принеся с собой в «Великий восток Франции» все шотландские градусы, вплоть до тридцать третьего.
Под руководством «Верховного совета островов Америки» (основанным Александром де Грассом в 1802 году и пробужденным Делаогом в 1810 году), Верховный совет тридцать третьей степени во Франции был пробужден вновь в 1821 году и преобразован в Верховный совет Франции. Верховный совет Франции позиционировал себя как независимое и суверенное масонское послушание, впоследствии создав символические ложи (те, которые работают в трёх первых степенях и объединены в союз под сенью великой ложи или (великого востока).
В 1894 году Верховный совет Франции создал Великую ложу Франции. Он дал ей полную административную автономию лишь в 1904 году, когда отказался выдавать патенты для учреждения новых лож. Но он остался гарантом согласованности всех тридцати трёх градусов устава и поддерживал всегда тесные отношения с Великой ложей Франции, вместе с которой он ежегодно проводит два совместных торжественных празднества приуроченных ко дню Иоанна Предтечи и Иоанна Крестителя.
В 1964 году великий командор Шарль Риандэ и около 500 братьев покинули Верховный совет Франции и вступили в Великую национальную ложу Франции, посчитав, что из-за их ухода Верховный совет Франции не сможет продолжать свои работы и перестанет существовать. Новым великим командором Верховного совета Франции стал Станислав Бонне. Верховный совет Франции быстро восстановил свои труды и продолжил развиваться.
Шарлю Риандэ пришлось вновь проходить посвящение в 33 градус в Амстердаме. А затем, при поддержке Верховного совета южной юрисдикции США был основан новый верховный совет — Верховный совет для Франции (связанный с Великой национальной ложей Франции. В 2012 году, в ходе масштабного раскола, ВНЛФ покинуло около 18000 масонов. Верховный совет для Франции вышел в полном составе. На момент выхода, в Верховном совете для Франции было более 5000 масонов, носителей высших степеней ДПШУ. После образования Великой ложи Масонский альянс Франции, в Верховный совет для Франции входили, как масоны ВЛМАФ, так и масоны ВНЛФ. В 2018 году был подписан договор о признании между Верховным советом Франции и Верховным советом для Франции.
В 2004 году Верховный совет Франции по случаю своего двухсотлетия организовал множество мероприятий, публичных и масонских, и провёл выставку исторических масонских предметов.

### Русские масоны в Верховном совете Франции
После 1917 года, в вынужденную эмиграцию, во Францию приехало около 5 млн русских. Из них 1571 человек стали масонами в Великой ложе Франции. 500 русских масонов стали членами различных организационных структур Верховного совета Франции и Русского совета 33 степени.
В составе Верховного совета Франции работали русскоязычные:
- Ложи совершенствования (4-14°): «Друзья любомудрия» № 542[8].
- Капитулы (15-18°): «Астрея» № 495[9].
- Ареопаги (19-30°): «Ordo ab Chao» № 639[10].
- Консистория (32°) : «Россия» № 563[11].
- Верховный совет: «Русский совет 33 степени»[12].

## Список великих командоров
В то время как высшей должностью в великой ложе является великий мастер в случае с верховным советом, управляющим организационными структурами Древнего и принятого шотландского устава, высшей традиционно является должность великого командора.
Ниже приводится список великих командоров Верховного совета Франции:
Период Верховного совета 33-й степени во Франции, договорённость с Великим востоком Франции:
- 1804—1806 Граф Александр де Грасс, маркиз Тилли
- 1806—1821 Принц Режи Камбасерес, герцог Пармы

После разрыва конкордата и слияния с «Верховным советом французских островов Америки»:
- 1821—1822 — граф Кирю де Валенс
- 1822—1825 — граф де Сегюр
- 1825—1838 — герцог Габриэль де Шуазёль-Стэнвиль
- 1838—1860 — герцог Эли Деказ
- 1860—1868 — Жан-Понс-Гийом Вьенне
- 1868—1869 — Бенедикт Аллегри
- 1869—1880 — Адольф Кремьё
- 1880—1899 — Луи Проаль
- 1899—1914 — Жан-Мари Раймон
- 1914—1917 — Альбер Куто (исполняющий обязанности)
- 1918—1921 — Рене Раймон (исполняющий обязанности)
- 1921—1924 — Рене Раймон
- 1924—1926 — Гюстав Дезмон
- 1926—1958 — Рене Раймон
- 1959—1961 — Жак Марешаль
- 1961—1964 — Шарль Риандэ
- 1965—1967 — Станислав Бонне
- 1967—1975 — Анри Биттар
- 1975—1978 — Алексис Зусман
- 1978—1990 — Альбер Шеврийон
- 1990—2000 — Пол Вессе
- 2000—2009 — Юбер Гревен
- 2009—2018 — Клод Коллен
- 2018 — Жак Розен

### Великие командоры Верховного совета Франции

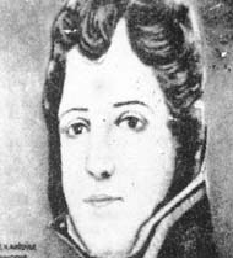
Александр де Грасс — первый великий командор (1804—1806)
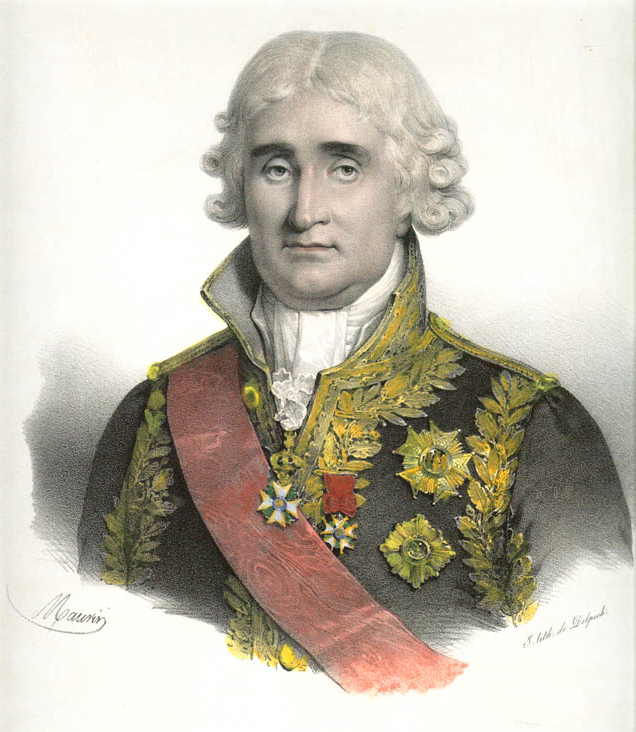
Жан-Жак Режи де Камбасерес — великий командор (1806—1821)
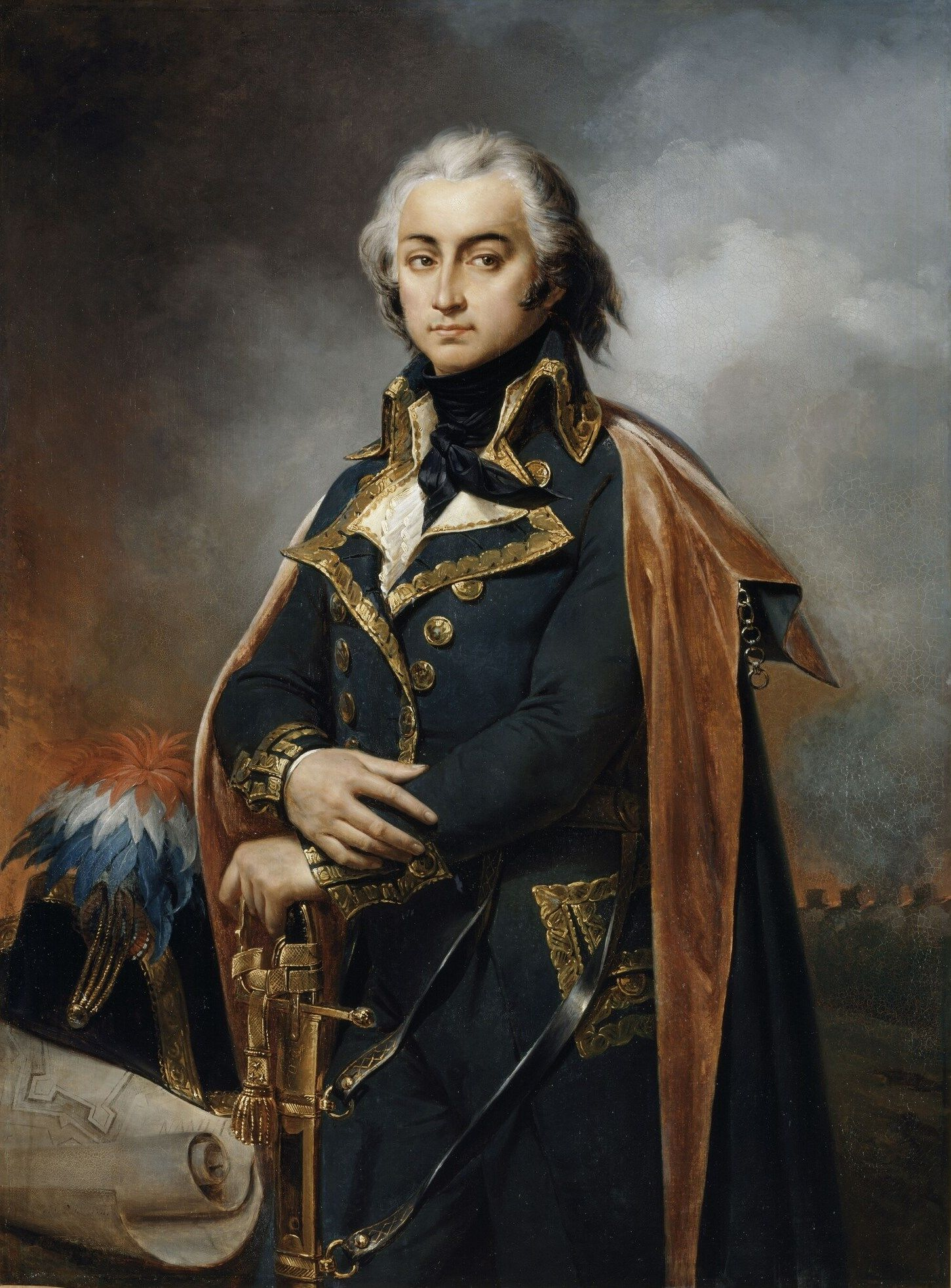
Жан-Батист Сирю Аделаид де Тимбрюн де Тьембронн — великий командор (1821—1822)
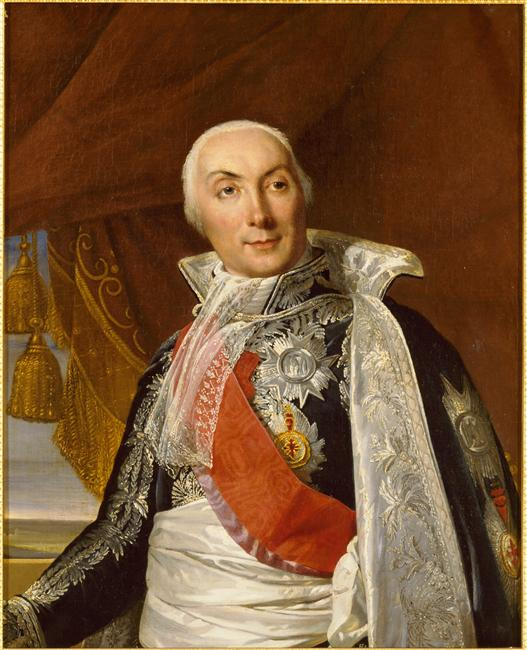
Луи-Филипп Сегюр — великий командор (1822—1825)
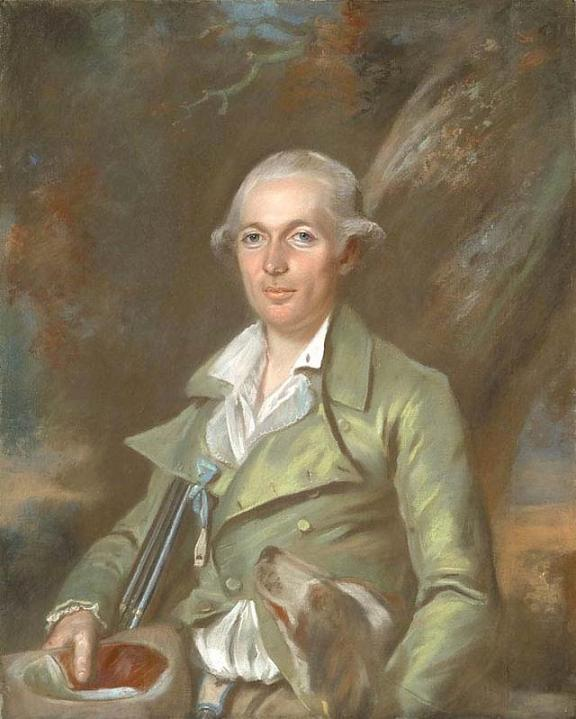
Габриэль де Шуазёль-Стэнвиль - великий командор (1825—1838)
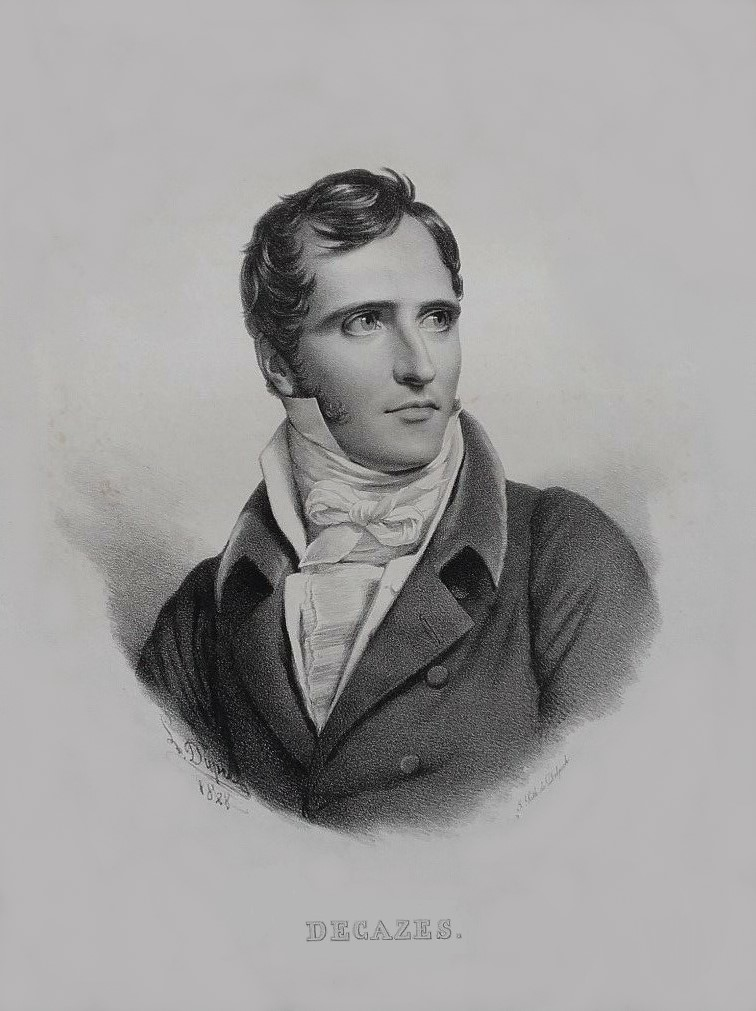
Эли Деказ — великий командор (1838—1860)
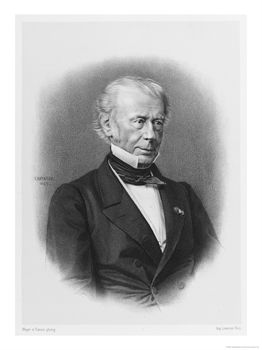
Жан-Понс-Гийом Вьенне — великий командор (1860—1868)
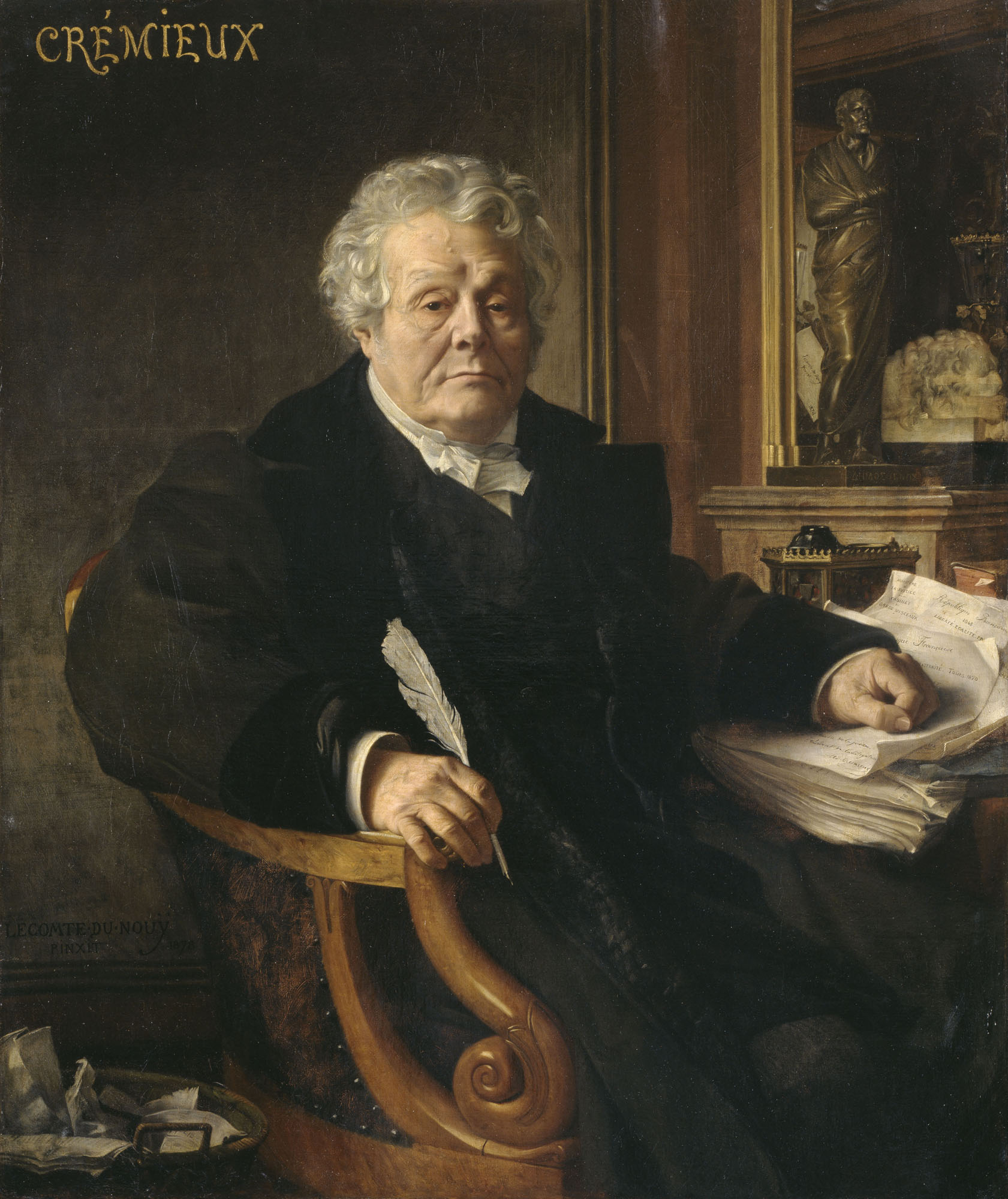
Адольф Кремьё — великий командор (1869—1880)

## Другие верховные советы во Франции
На начало 2019 года во Франции существуют другие верховные советы, такие как:
- Верховный совет для Франции, связан с Великой ложей Альянс французских масонов.
- Великая коллегия шотландского устава (1815), связан с Великим востоком Франции.
- Универсальный смешанный верховный совет DH, управляющий всеми своими подчинёнными федерациями и символическими ложами.
- Верховный совет ДПШУ «Lux ex Tenebris» (2007), связан с Великой традиционной и символической ложей Опера.